# BeNe League 2016/17
Die BeNe League 2016/17 war die zweite Saison der gemeinsamen höchste Eishockeyliga Belgiens und der Niederlande.

## Teilnehmer
Drei Mannschaften hatten sich aus der Liga zurückgezogen:  Dordrecht Lions,  Turnhout Tigers und  Olympia Heist op den Berg. Die GIJS Bears Groningen, die kurz vor Beginn der Saison 2015/16 zurückgezogen hatten, waren neu in der Liga. Damit nahmen 14 Mannschaften an der Liga teil.
Die geplante Aufteilung der Liga in zwei Leistungsklassen kam nicht zustande. Stattdessen wurden die Clubs wie im Jahr zuvor in zwei Gruppen aufgeteilt:
| Gruppe A - Zoetermeer Panters - Nijmegen Devils - Eindhoven Kemphanen - Amstel Tijgers Amsterdam - Phantoms Antwerp - HYC Herentals (Titelverteidiger, Belgischer Meister) - Tilburg Trappers II | Gruppe B - Hijs Hokij Den Haag - GIJS Bears Groningen (Neuling) - Chiefs Leuven - Limburg Eaters Geleen - Bulldogs de Liège - Red Eagles 's-Hertogenbosch - Heerenveen Flyers (Niederländischer Meister) |

## Modus
Innerhalb jeder Gruppe wurde eine Einfachrunde (Hin- und Rückspiel) gespielt. Dazu spielte jede Mannschaft aus Gruppe A einmal gegen jede Mannschaft in Gruppe B, entweder zu Hause oder auswärts. Damit kam jede Mannschaft auf 19 Spiele.
Die ersten vier Clubs jeder Gruppe qualifizierten sich für die Play-offs. Viertel- und Halbfinale wurden im Best-of-Three ausgetragen, das Finale im Best-of-Five.

## Hauptrunde

### Gruppe A
|    | Mannschaft                  | Sp | S3 | S2 | N1 | N0 | Tore   | Diff. | Pkte |
| -- | --------------------------- | -- | -- | -- | -- | -- | ------ | ----- | ---- |
| 1. | HYC Herentals (M)           | 19 | 16 | 1  | 0  | 2  | 119:44 | +75   | 50   |
| 2. | Dolphin Eindhoven Kemphanen | 19 | 12 | 1  | 1  | 5  | 104:59 | +45   | 39   |
| 3. | Amstel Tijgers Amsterdam    | 19 | 10 | 1  | 2  | 6  | 84:83  | +1    | 34   |
| 4. | Zoetermeer Panters          | 19 | 8  | 1  | 1  | 9  | 70:73  | −3    | 27   |
| 5. | Tilburg Trappers II         | 19 | 5  | 3  | 1  | 10 | 73:84  | −11   | 22   |
| 6. | Phantoms Antwerp            | 19 | 4  | 1  | 4  | 10 | 79:107 | −28   | 18   |
| 7. | Nijmegen Devils             | 19 | 1  | 0  | 4  | 14 | 42:106 | −61   | 7    |

Abkürzungen: Sp = Spiele, S3 = Siege, S2 = Siege nach Verlängerung oder Penaltyschießen, N1 = Niederlagen nach Verlängerung oder Penaltyschießen, N0 = Niederlagen, (M) = Meister der Vorsaison
Qualifiziert für die Playoffs

### Gruppe B
|    | Mannschaft                 | Sp | S3 | S2 | N1 | N0 | Tore   | Diff. | Pkte |
| -- | -------------------------- | -- | -- | -- | -- | -- | ------ | ----- | ---- |
| 1. | Heerenveen Flyers          | 19 | 16 | 1  | 0  | 2  | 126:36 | +90   | 50   |
| 2. | Hijs Hokij Den Haag        | 19 | 15 | 0  | 0  | 4  | 109:49 | +66   | 45   |
| 3. | Bulldogs de Liège IHC      | 19 | 12 | 2  | 0  | 5  | 116:80 | +36   | 40   |
| 4. | Limburg Eaters Geleen      | 19 | 8  | 3  | 0  | 8  | 87:75  | +12   | 30   |
| 5. | Chiefs Leuven              | 19 | 5  | 2  | 1  | 11 | 65:123 | −58   | 18   |
| 6. | GIJS Bears Groningen (N)   | 19 | 2  | 1  | 2  | 14 | 59:142 | −83   | 10   |
| 7. | Red Eagles s'Hertogenbosch | 19 | 2  | 0  | 1  | 16 | 40:118 | −78   | 7    |

Abkürzungen: Sp = Spiele, S3 = Siege, S2 = Siege nach Verlängerung oder Penaltyschießen, N1 = Niederlagen nach Verlängerung oder Penaltyschießen, N0 = Niederlagen, (N) = Neuling
Qualifiziert für die Playoffs

## Play-offs
Die Playoffs wurden wie im Vorjahr „Überkreuz“ ausgespielt. Das Viertel- und Halbfinale wurden im Modus best-of-three gespielt; das Finale im Modus best-of-five. Die nationalen Meister wurden nach den Playoffs einzeln ermittelt.
| Viertelfinale | Viertelfinale               | Viertelfinale |    |                     | Halbfinale            | Halbfinale | Halbfinale |  |  | Finale | Finale | Finale |
|               |                             |               |    |                     |                       |            |            |  |  |        |        |        |
| A1            | HYC Herentals               | 2             |    |                     |                       |            |            |  |  |        |        |        |
| B4            | Limburg Eaters Geleen       | 0             |    |                     |                       |            |            |  |  |        |        |        |
|               |                             |               | A1 | HYC Herentals       | 0                     |            |            |  |  |        |        |        |
|               |                             |               |    | B2                  | Hijs Hokij Den Haag   | 2          |            |  |  |        |        |        |
| B2            | Hijs Hokij Den Haag         | 2             |    |                     |                       |            |            |  |  |        |        |        |
| A3            | Amstel Tijgers Amsterdam    | 1             |    |                     |                       |            |            |  |  |        |        |        |
|               |                             |               | B2 | Hijs Hokij Den Haag | 1                     |            |            |  |  |        |        |        |
|               |                             |               |    | B1                  | Heerenveen Flyers     | 3          |            |  |  |        |        |        |
| B1            | Heerenveen Flyers           | 2             |    |                     |                       |            |            |  |  |        |        |        |
| A4            | Zoetermeer Panters          | 0             |    |                     |                       |            |            |  |  |        |        |        |
|               |                             |               | B1 | Heerenveen Flyers   | 2                     |            |            |  |  |        |        |        |
|               |                             |               |    | B3                  | Bulldogs de Liège IHC | 0          |            |  |  |        |        |        |
| A2            | Dolphin Eindhoven Kemphanen | 0             |    |                     |                       |            |            |  |  |        |        |        |
| B3            | Bulldogs de Liège IHC       | 2             |    |                     |                       |            |            |  |  |        |        |        |
|               |                             |               |    |                     |                       |            |            |  |  |        |        |        |

### Viertelfinale
| Paarung                                             | Serie | Spiel 1 | Spiel 2   | Spiel 3 |
| --------------------------------------------------- | ----- | ------- | --------- | ------- |
| HYC Herentals – Limburg Eaters Geleen               | 2-0   | 5:0     | 5:1       | -       |
| Hijs Hokij Den Haag – Amstel Tijgers Amsterdam      | 2-1   | 5:3     | 3:4 n. V. | 9:3     |
| Heerenveen Flyers – Zoetermeer Panters              | 2-0   | 7:1     | 4:2       | -       |
| Dolphin Eindhoven Kemphanen – Bulldogs de Liège IHC | 0-2   | 3:5     | 3:9       | -       |

### Halbfinale
| Paarung                                   | Serie | Spiel 1 | Spiel 2   | Spiel 3 |
| ----------------------------------------- | ----- | ------- | --------- | ------- |
| HYC Herentals – Hijs Hokij Den Haag       | 2-0   | 3:4     | 3:5       | -       |
| Flyers Heerenveen – Bulldogs de Liège IHC | 2-0   | 8:3     | 6:5 n. V. | -       |

### Finale
| Paarung                                 | Serie | Spiel 1   | Spiel 2 | Spiel 3 | Spiel 4 | Spiel 5 |
| --------------------------------------- | ----- | --------- | ------- | ------- | ------- | ------- |
| Hijs Hokij Den Haag – Flyers Heerenveen | 1-3   | 3:4 n. V. | 5:3     | 3:4     | 1:4     | -       |

Der Vizemeister der Vorsaison, die Flyers Heerenveen, konnten sich in dieser Saison den ersten Meistertitel der BeNe League erspielen. Den belgischen Landesmeister-Titel sicherten sich die HYC Herentals mit einem Sieg gegen Bulldogs de Liège IHC (Serie 2:1). In den Niederlanden wurden die Flyers Heerenveen Meister, die sich in einem Final-Four-Turnier gegen Dolphin Eindhoven Kemphanen, Hijs Hokij Den Haag und die Amstel Tijgers Amsterdam durchsetzten.